# Бидструп, Яне
Я́не Би́дструп (дат. Jane Bidstrup; род. 21 августа 1955, Дания) — датская кёрлингистка, серебряный призёр зимних Олимпийских игр 1998 в составе женской национальной сборной Дании по кёрлингу. Тренер по кёрлингу.

## Достижения
- Зимние Олимпийские Игры: серебро (1998).
- Чемпионат мира по кёрлингу среди женщин: бронза (1997).
- Чемпионат Европы по кёрлингу: бронза (1986).
- Чемпионат Дании по кёрлингу среди женщин: золото (1983, 1984)[2], серебро (1985, 1986, 1987, 1994), бронза (1981, 1995, 1997).
- Чемпионат Дании по кёрлингу среди смешанных команд (англ. mixed curling): серебро (1985, 1986), бронза (1987).

## Команды
| Сезон   | Четвёртый                      | Третий              | Второй                         | Первый             | Запасной                               | Турниры                                          |
| ------- | ------------------------------ | ------------------- | ------------------------------ | ------------------ | -------------------------------------- | ------------------------------------------------ |
| 1982—83 | Яне Бидструп                   | Ибен Ларсен         | Маи-Брит Рейнхольдт            | Кирстен Хур        |                                        | ЧЕ 1982 (6 место) · ЧДЖ 1983 · ЧМ 1983 (7 место) |
| 1983—84 | Яне Бидструп                   | Маи-Брит Рейнхольдт | Hanne Olsen                    | Ибен Ларсен        |                                        | ЧДЖ 1983                                         |
| 1983—84 | Яне Бидструп                   | Ибен Ларсен         | Маи-Брит Рейнхольдт-Кристенсен | Кирстен Хур        |                                        | ЧМ 1984 (5 место)                                |
| 1985—86 | Маи-Брит Рейнхольдт-Кристенсен | Яне Бидструп        | Hanne Olsen                    | Lone Bagge         |                                        | ЧЕ 1985 (4 место)                                |
| 1986—87 | Маи-Брит Рейнхольдт-Кристенсен | Яне Бидструп        | Hanne Olsen                    | Lone Bagge         |                                        | ЧЕ 1986                                          |
| 1996—97 | Хелена Блак Лаурсен            | Маргит Пёртнер      | Дорте Хольм                    | Лиза Ричардсон     | Яне Бидструп                           | ЧМ 1997                                          |
| 1997—98 | Хелена Блак Лаурсен            | Маргит Пёртнер      | Дорте Хольм                    | Трине Квист        | Яне Бидструп тренер: Микаэль Квист     | ЗОИ 1998                                         |
| 2001—02 | Лене Бидструп                  | Сусанна Слотсагер   | Малене Краусе                  | Авияя Лунд Нильсен | Яне Бидструп                           | ЧМ 2002 (6 место)                                |
| 2011—12 | Яне Бидструп                   | Ибен Ларсен         | Лилиан Нильсен                 | Lone Bagge Harry   | Mai Greulich тренер: Poul Erik Nielsen | ЧМВ 2012 (9 место)                               |

(скипы выделены полужирным шрифтом)

## Результаты как тренера национальных сборных
| Год  | Турнир                                       | Сборная | Место |
| ---- | -------------------------------------------- | ------- | ----- |
| 1994 | Чемпионат Европы по кёрлингу 1994            | Дания   | 1     |
| 1999 | Чемпионат мира по кёрлингу среди женщин 1999 | Дания   | 3     |
| 2003 | Чемпионат Европы по кёрлингу 2003            | Дания   | 3     |

## Частная жизнь
Сестра Яне, Лене Бидструп — также известная датская кёрлингистка, участница женской сборной Дании, серебряный и бронзовый призёр чемпионатов мира и Европы.